# Aeroporto di Lisbona
L'aeroporto di Lisbona (IATA: LIS, ICAO: LPPT) (in portoghese: Aeroporto de Lisboa) è un aeroporto portoghese situato a Lisbona, nella freguesia di Olivais. Dal 15 maggio 2016 ha assunto la denominazione di Aeroporto Humberto Delgado.
L'aeroporto è l'hub principale della compagnia di bandiera portoghese TAP, con la sua collegata TAP Express; inoltre è anche hub per le compagnie aeree a basso costo Ryanair ed EasyJet. È inoltre un punto focale per Azores Airlines, euroAtlantic Airways, Hi Fly, Orbest, Vueling e White Airways.
L'aeroporto è gestito dall'ANA Aeroportos de Portugal, che nel febbraio 2013 è stata data in concessione al gruppo francese Vinci.

## Sviluppi futuri
Tra il 2007 ed il 2010 sono stati pianificati alcuni progetti di espansione. Questi includevano un nuovo terminal 2 e sistemazioni all'impianto di condizionamento e di illuminazione. Tutti questi lavori sono stati ultimati. Sono da fare invece i depositi del carburante e alcuni lavori correlati ai cargo, ristrutturazioni del sistema elettrico e altre migliorie ai terminal.
Dal 17 luglio 2012 l'aeroporto è collegato al centro della città con la metropolitana (linea rossa), grazie alla quale è possibile raggiungere il centro finanziario di Lisbona in meno di 20 minuti. Di conseguenza, il bus navetta “Aerobus” dall'aeroporto al centro città è stato soppresso.

## Galleria d'immagini

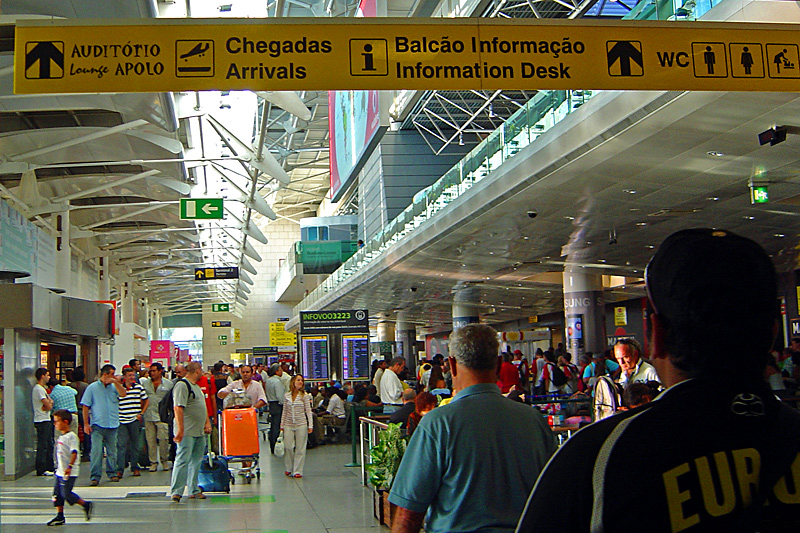
L'interno dell'aeroporto
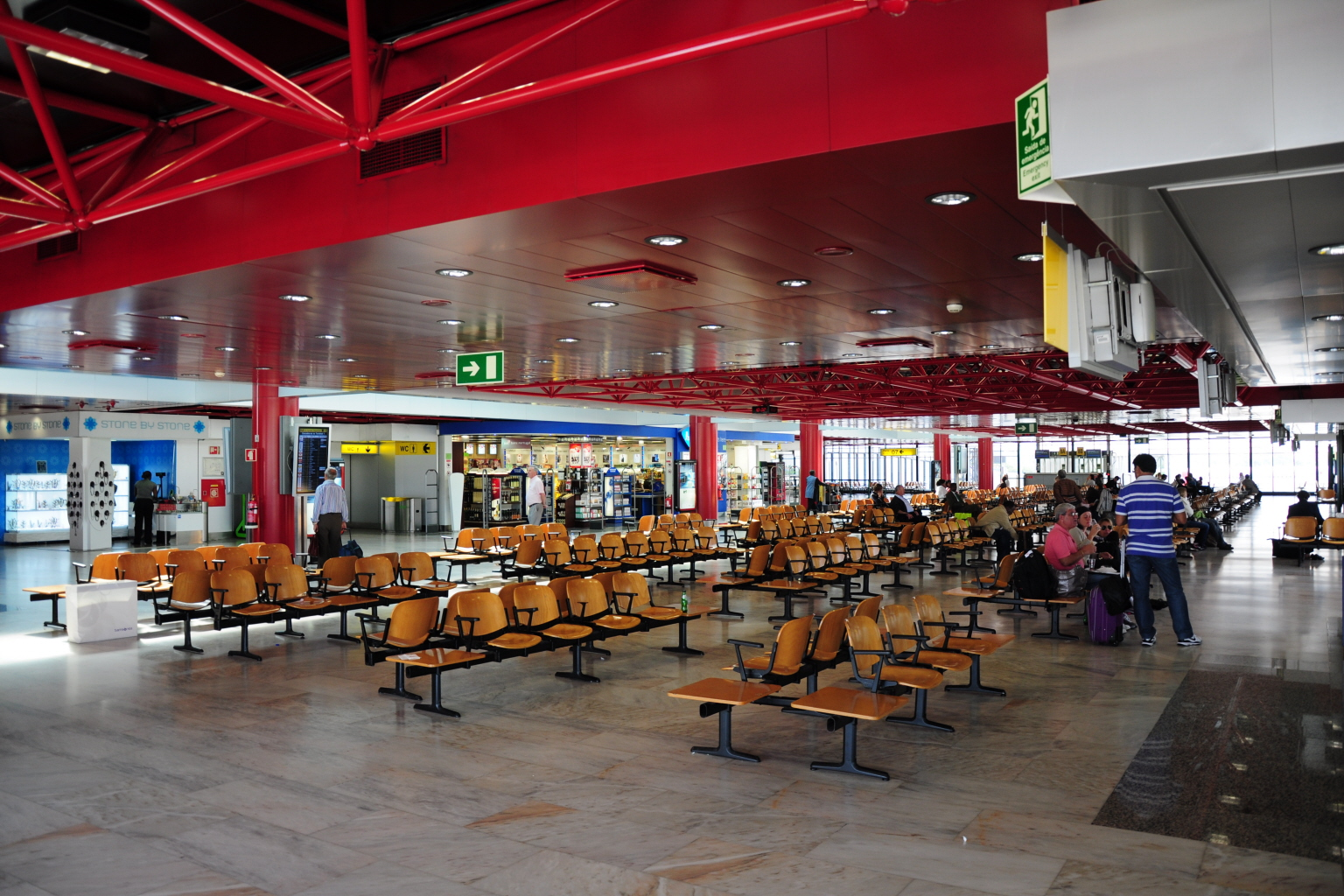